# Granville Leveson-Gower, 1. Earl Granville

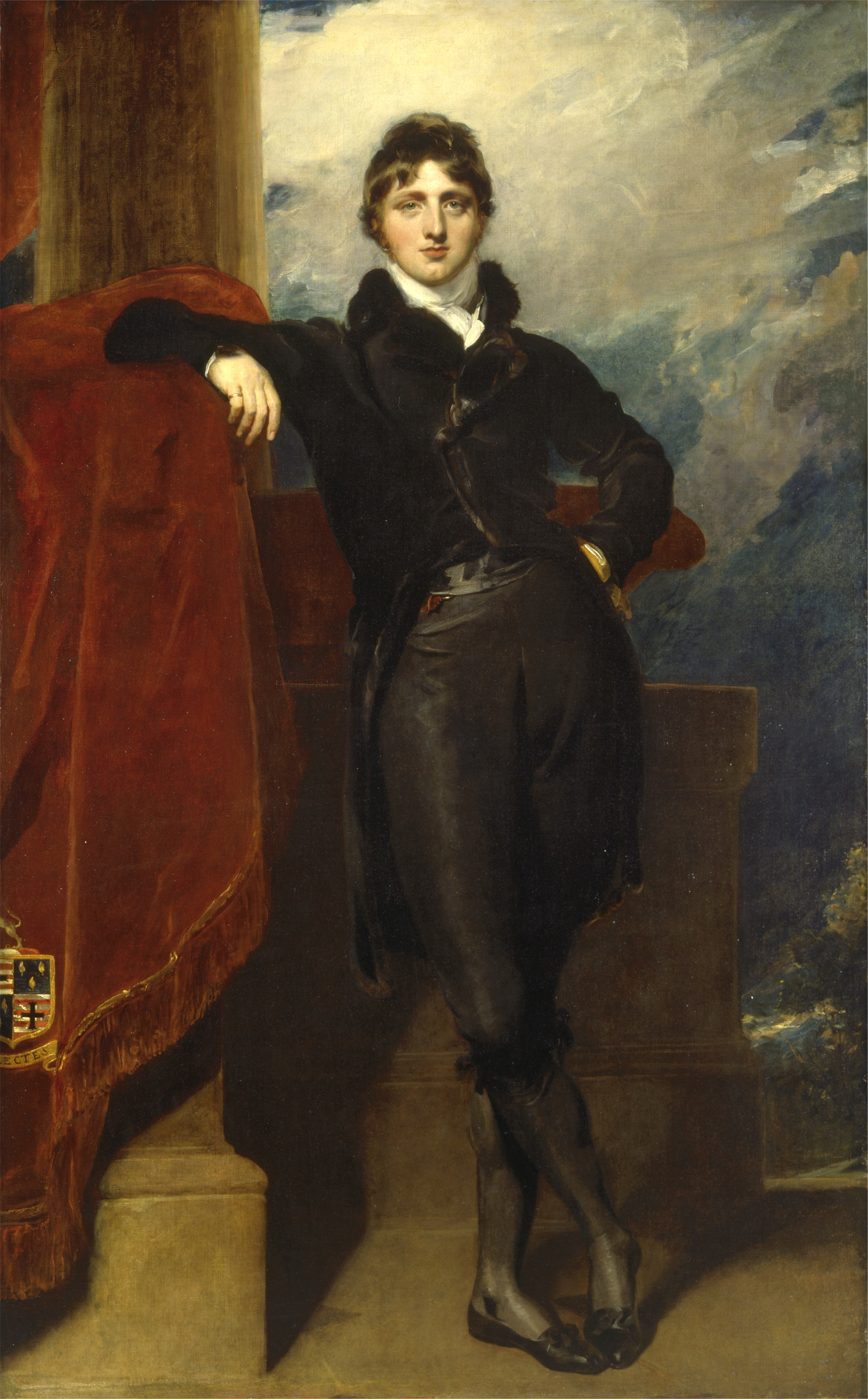
Thomas Lawrence: Lord Granville Leveson-Gower, um 1809

Granville Leveson-Gower, 1. Earl Granville GCB PC (* 12. Oktober 1773; † 7. Januar 1846 in London) war ein britischer Staatsmann und Diplomat.

## Leben und Wirken
Granville Leveson-Gower war der jüngere Sohn von Granville Leveson-Gower, 1. Marquess of Stafford, aus der dritten Ehe mit Lady Susanna Stewart, einer Tochter von Alexander Stewart, 6. Earl of Galloway. George Leveson-Gower, 1. Duke of Sutherland war sein Halbbruder. Als Sohn eines Marquess führte er ab 1786 das Höflichkeitsprädikat Lord.
Er schloss 1799 sein Studium am Christ Church der Universität Oxford als Doctor of Civil Law ab. Bereits 1795 wurde er als Abgeordneter für Lichfield ins House of Commons gewählt. 1799 wurde er als Abgeordneter für Staffordshire wiedergewählt und 1800 von Pitt zum Lord of the Treasury (Staatssekretär im Finanzministerium) ernannt. Von diesem Posten trat er 1802 zugleich mit Pitt zurück. Als Pitt 1804 wieder Premierminister wurde, ging Leveson-Gower als Gesandter nach Russland, um den Vertrag abzuschließen, der den Feldzug von 1805 gegen Napoleon herbeiführte. Nachdem er kurzzeitig Staatssekretär im Kriegsministerium gewesen war, kehrte er im Jahre 1807 nach Russland zurück; er blieb dort bis 1812.
Am 12. August 1815 wurde er als Viscount Granville, of Stone Park in the County of Stafford, zum erblichen Peer erhoben. Er wurde dadurch Mitglied des House of Lords und schied aus dem House of Commons aus. 1815 wurde er als Gesandter nach Brüssel und 1823 nach Den Haag entsandt. Leveson-Gower wurde 1824 Botschafter in Paris. Von dieser Position wurde er 1828 von Arthur Wellesley, 1. Duke of Wellington, abberufen. Grey sandte ihn 1830 wieder nach Paris, wo er ein gutes Einvernehmen mit der Juliregierung unterhielt. Mit einer kurzen Unterbrechung blieb er auf diesem Posten bis 1841, als er von Henry Wellesley, 1. Baron Cowley abgelöst wurde.
1825 wurde er als Knight Grand Cross des Order of the Bath ausgezeichnet und am 10. Mai 1833 wurden ihm die erblichen Adelstitel Earl Granville und Baron Leveson, of Stone in the County of Stafford, verliehen.

## Nachkommen
Aus einer Beziehung mit der verheirateten Henrietta Frances Ponsonby, Countess of Bessborough (1761–1821), der ehemaligen Mätresse des späteren Königs George IV., hatte er zwei uneheliche Kinder:
- Harriet Emma Arundel Stewart (1801–1852), ⚭ 1824 George Osborne, 8. Duke of Leeds;
- George Arundel Stewart (um 1804–1875).

Am 24. Dezember 1809 heiratete er in London deren Nichte, Lady Harriet Elizabeth Cavendish (1785–1862), eine Tochter von William Cavendish, 5. Duke of Devonshire und dessen erster Ehefrau Lady Georgiana Spencer. Aus der Ehe gingen vier Kinder hervor:
- Lady Susan Georgiana Leveson-Gower (1810–1866) ⚭ 1866 George Pitt-Rivers, 4. Baron Rivers;
- Lady Georgiana Charlotte Leveson-Gower (1812–1885) ⚭ 1833 Alexander George Fullerton;
- Granville George Leveson-Gower, 2. Earl Granville (1815–1891) ⚭ (1) 1840 Prinzessin Marie Louise Pelina von Dalberg († 1860), Witwe von Sir Richard Acton, ⚭ (2) 1865 Lady Castila Rosalind Campbell;
- Hon. Edward Frederick Leveson-Gower (1819–1907) ⚭ 1851 Lady Margaret Compton.

Als Leveson-Gower am 7. Januar 1846 in London starb, erbte sein Sohn Granville George seine Adelstitel.